# Tommaso Berti
Tommaso Berti fou un tenor italià que va crear tres rols per a òperes de Gioachino Rossini: Ermanno a L'equivoco stravagante (Bolonya, 1811), Conte Alberto a L'occasione fa il ladro (Venècia, 1812) i Florville a La scala di seta (Venècia, 1812).